# جاكسون أندرسون
جاكسون أندرسون (بالإنجليزية: Jackson Anderson)‏ هو لاعب كرة قدم أمريكية أمريكي، ولد في 5 أكتوبر 1989 في فريسكو في الولايات المتحدة.